# Средни десантни кораби проект 188
Средни десантни кораби проект 188 са първият проект за средни десантни кораби на ВМФ на СССР. Предназначен е за стоварване на морски десант на необорудовано крайбрежие. Способен е да транспортира различни видове бронетехника, включително и танкове.
До 1963 г. се класифицират като танкодесантни кораби.

## История на проекта
След Великата Отечествена война корабостроителната програма предвижда строителството на десантни кораби с различна вместимост, тъй като във флота няма такива въобще. Първият десантен кораб специално построен за това става средния десантен кораб от проекта 188, проектиран в ЦКБ-50. Главен конструктор е И. И. Кузмин, а главен наблюдаващ от страна на ВМФ – В. М. Корсаков. Кораба е предназначен за стоварването на десант на необорудован бряг. При разработката им в ЦКБ-50 корабите от проекта се класифицират като големи десантни кораби. В хода на експлуатацията им са преведени в класа на средните десантни кораби.

## Конструкция
ГЕУ представлява два дизела 37ДР със сумарна мощност 4000 к.с., осигуряващи скорост на пълен ход от 14 възела. Стандартната водоизместимост достига 1020 тона, а пълната – 1460 тона.

### Въоръжение
За първи път за защита на десантни кораби от самонасочващи се торпеда е използван буксируем охранител от типа БОКА. Артилерийското въоръжение включва две 57-мм артустановки ЗИФ-31Б. Ходовата рубка, мостика и пост за управление на десанта са защитени с противокуршумна броня. Личният състав на десанта се разполага в специални помещения под танковата палуба.

## Десантни възможности
Десантните кораби от проекта 188 са способни да превозят за един рейс 3 тежки танка или 5 средни танка, или 10 БТР и 82 десантника, или 347 десантника. За слизането и приемането на бойната техники и десанта в носовата част на кораба има врати и сходня, при това последната е разчетена за слизането във водата и приемането от водата на кораба на плаващи танкове с тегло до 15 тона (например ПТ-76).

## Състав на серията
| Название | Завод     | Залагане       | Спускане на вода | В строй          | Флот | Състояние                                                 | Забележки        |
| -------- | --------- | -------------- | ---------------- | ---------------- | ---- | --------------------------------------------------------- | ---------------- |
| ТДК-8    | КСЗ № 870 | -              | -                | 31 декември 1958 | БФ   | Утилизиран през 1988 г.                                   | от 1963 г. СДК-8 |
| ТДК-9    | КСЗ № 870 | 27 януари 1958 | 29 април 1959    | 17 ноември 1959  | БФ   | Утилизиран                                                | от 1963 СДК-9    |
| ТДК-11   | КСЗ № 870 | 19 юни 1958    | 20 август 1959   | 26 декември 1959 | СФ   | Потъва в Северодвинск. Утилизиран                         | от 1963 СДК-11   |
| ТДК-12   | КСЗ № 870 | -              | -                | 31 декември 1959 | СФ   | засяда на камъни на губа Белушя, разкомплектован на място | от 1963 СДК-12   |